# 萧图玉
萧图玉（?—?），字兀衍。辽国官员。契丹人。北府宰相蕭海瓈之子。
統和初年，睿智太后萧绰称制，作为外戚入宮中为近侍。后为烏古部都监。讨伐速母縷部立功，转任烏古部節度使。统和十九年（1001年），总领西北路軍事。统和二十五年（1007年），阻卜攻辽，被他击破。统和二十六年（1008年），率西北路兵讨伐甘州回鹘，甘州首長牙懶（耶剌里）归降。统和二十八年（1010年），牙懶再反，萧图玉攻打肃州，把其百姓迁移到土隗口故城。凱旋後，迎娶金乡公主（耶律賽哥）为妻，任駙馬都尉，加同政事門下平章事。
统和二十九年（1011年），上奏辽圣宗分治服属契丹的阻卜各部，设置節度使統治管理，被朝廷采纳。節度使不得其材，为部民怨恨。開泰元年（1012年）十一月，石烈部太師阿里底殺節度使，逃亡西方窩魯朶城（龍庭单于城）。阻卜叛军包围萧图玉在可敦城。开泰二年（1013年），北院枢密使耶律化哥率军救援，萧图玉派人劝说諸部降伏。聖宗以萧图玉能平息事態，还是让他統轄西北路諸部。萧图玉請增強軍備，聖宗不許。开泰六年（1026年）二月，金乡公主以殺害家婢之罪，降封县主，萧图玉被削同平章事，任烏古敵烈部詳稳。告老归京而卒。
其子蕭双古任南京統軍使。孫蕭訛篤斡，迎娶三韓郡王耶律合魯之女骨浴公主，终官烏古敵烈部統軍使。

## 延伸阅读
[在维基数据编辑]
 《遼史·卷93》，出自脱脱《遼史》